# Plethochaeta
Plethochaeta is een geslacht van insecten uit de familie van de drekvliegen (Scathophagidae), die tot de orde tweevleugeligen (Diptera) behoort.

## Soorten
- P. testacea (Malloch, 1931)
- P. varicolor Coquillett, 1901